# 坦尼亚·杰克逊谋杀案
坦尼亚·丹尼丝·杰克逊（英語：Tanya Denise Jackson），身分不明时曾被称为“桃”（英語：Peaches），又被称为“桃纹身女孩”（英語：Girl with the Peach Tattoo）或“三号无名氏”（英語：Jane Doe No. 3），是一名遗体躯干在1997年6月28日被发现于纽约州湖景亨普斯特德湖州立公园附近的女性，死因被列为谋杀，其方式可能为斩首。“桃”的绰号源于她左胸的一处纹身，纹身描绘了一颗被咬了一口且从果核中滴下两滴汁液的心形桃子。她的腿部骨骼遗骸于2011年与她女儿塔蒂亚纳·玛丽·戴克斯（英語：Tatiana Marie Dykes）的遗骸一同被发现。2025年4月，两人的身份得到确认。

## 事件历史
1997年6月28日，一名徒步旅行者在亨普斯特德湖州立公园一处树木繁茂的区域发现了一具被肢解的尸体。其头部、双臂及膝盖以下的双腿被割下且至今仍未被找到。这具躯干被发现于环湖车道的西部，距半岛大道以北约200码处。她与一条红毛巾和一个绣花枕套一起被发现于一个乐柏美容器中。由于没有关于该名女子身份的线索，警方在一本全国性的纹身杂志上刊登了一张约2英寸宽的纹身照片，希望凭此找到绘制该纹身的艺术家。他们收到了史蒂夫·卡伦，一名身处康涅狄格州并声称记得将这个纹身纹给了一名女子的纹身师的电话。卡伦称这名顾客是一名约18-19岁，由阿姨与表姐妹两名女性陪同的年轻黑人女性。在作证期间，他还声称她告诉他她来自布朗克斯或是长岛，以及那时她因为与男友有了矛盾而居住在康涅狄格州。这名女子的手臂和小腿上可能有着凶手不想被发现的其他纹身。
2016年12月13日，长岛新闻报道称地方当局已确认于2011年在琼斯沙滩州立公园发现的骨骼遗骸（原称“三号无名氏”）属于“桃”。在2011年于锡达海滩东部发现的孩童遗骸经DNA检验后确认“三号无名氏”或“桃”为其母亲。由于这些发现，“桃”现在作为一名潜在的早期受害者与长岛连环杀手联系起来。

## 相关案件

### “樱桃”
2007年3月，在纽约州西彻斯特郡马马罗内克发现了一具装在行李箱里的被肢解人体躯干 。调查人员认为，死者是一位身材魁梧的西班牙裔或浅肤色的非洲裔美国女性，身高约5英尺7英寸，体重180至200磅。她的右胸上有一个文身，图案是两颗红色樱桃在一根绿梗上。执法人员称她为“樱桃”（英語：Cherries）。尽管她的死因是躯干上的刺伤，但也遭到了斩首和肢解。与“桃”不同的是，调查人员找到了“樱桃”的两条腿，它们被冲到了牡蛎湾的海滩上，而这片海滩是属于Cablevision公司老板詹姆斯·多兰（James Dolan）的私人土地。调查人员在行李箱中发现了一条灰色的Champion运动裤、一件由Voice出品的褐色或米色长袖衬衫，以及一件印有西班牙语标签的红色背心。这种深蓝色或黑色的行李箱只在沃尔玛商店有售。警方还发现了藏在行李箱缝隙里的小纸片。拼凑起来，它看起来就像一个日历，上面有西班牙语单词“cinco”和短语“begin to live”。警方称，由于海滩上的风暴引发的洪水袭击了该地区，无法确定行李箱的来源地。